# Aspergillus felis
Espèce
Aspergillus felis est une espèce de champignons de la famille des Trichocomaceae nouvellement décrite en 2013 par des chercheurs de l'université de Sydney (Australie) dont la chercheuse Vanessa Barrs.
Cette espèce a été isolée chez des chats atteints de rhinosinusite fongique, d'aspergillose sino-orbitale, d'aspergillose invasive pulmonaire et d'infection de la cavité naso-sinusienne, ainsi que chez un chien atteint d'aspergillose invasive et chez un homme souffrant d'une aspergillose pulmonaire invasive chronique.
Cette nouvelle espèce est étroitement apparentée au champignon Aspergillus fumigatus, qui est un agent pathogène pour l'homme.